# 烏利亞尼夫卡 (克拉斯尼奧克尼區)
47°26′7″N 29°27′17″E / 47.43528°N 29.45472°E
烏利亞尼夫卡（烏克蘭語：Улянівка）是位於烏克蘭西南部的村莊，由敖德萨州波季利斯克区的奧克尼市鎮負責管轄。該村始建於1840年，面積0.11平方公里，海拔高度95米，2001年人口49，人口密度每平方公里453.7人。